# The Queen's Funeral
Pour plus de détails, voir Fiche technique et Distribution.
The Queen's Funeral est un film américain muet et en noir et blanc sorti en 1901.